# Santa Llúcia de Treinteres
Santa Llúcia de Treinteres és una església de Santa Pau (Garrotxa) inclosa a l'Inventari del Patrimoni Arquitectònic de Catalunya.

## Descripció
Santa Llúcia de Treinteres està situada a un replà, arran de la carretera comarcal d'Olot a Banyoles, per Santa Pau. És una petita capella, d'una sola nau amb sagristia i capella lateral. El seu altar major imita el neoclàssic i està presidida per la Santa -imatge de l'Escola Olotina-. Va ser bastida amb carreus molt ben escairats per als angles i grollers per a la resta. La seva façana conserva una senzilla porta del segle passat amb una llinda molt interessant. Aquesta església està coronada per un petit campanar d'espadanya.

## Història
Cap notícia històrica s'ha conservat documentalment sobre Santa Llúcia però, és molt possible que fos aixecada arran del camí prehistòric -i després grecoromà- que anava d'Emporium a la Vall d'en Bas. Així ho confirmarien les troballes de diferents enterraments, tapats amb lloses i amb teules als punts d'unió. Hipotèticament es tractaria d'una fita pagana. Malgrat no tenir cap document que ho afirmi, sembla que al mateix lloc hi va existir una església romànica. Possiblement aquesta seria destruïda pels moviments sísmics i reconstruïda el segle passat. Com a curiositat: les grans quantitats de nummulits que es troben a aquests terrenys, han donat peu a que la gent de les rodalies parli de "dinerets de Santa Pau" o "Ulls de Santa Llúcia" quan es refereixen a aquests fòssils.